# 타협
타협(妥協, compromise) 또는 절충(折衷)은 서로 수요의 일부를 포기하고 협의(거래)를 하는 것이다. 최상의 잠재적인 타협안을 정의하고 찾는 것은 게임 이론과 투표 시스템과 같은 분야에서 중요한 문제이다.
상호간의 더 나은 결과는 상호간의 관심사의 주의깊은 조사를 통해 도출할 수 있다.

## 같이 보기
- 코네티컷 타협
- 1850년 타협
- 1867년 오스트리아-헝가리 타협
- 미주리 타협
- 3/5 타협